# توشی یوشیدا
توشی یوشیدا (انگلیسی: Toshi Yoshida) بازیکن سابق و مربی فعلی والیبال اهل ژاپن است.
یوشیدا از سال ۲۰۰۱ تا ۲۰۰۴ سرمربی تیم ملی زنان ایالات متحده آمریکا بود. در ابتدا او به عنوان کمک مربی تیم ملی زنان آمریکا از سال ۱۹۷۹ تا سال ۱۹۸۳ فعالیت خود را آغاز نمود و از سال ۱۹۸۳ تا ۱۹۹۷، سرمربی تیم والیبال دانشگاه توکیو بود.